# Gabriel Aghion
Gabriel Aghion (Alessandria d'Egitto, 30 dicembre 1955) è un regista e sceneggiatore egiziano naturalizzato francese.

## Biografia
La sua famiglia si è trasferita a Parigi quando lui aveva quattro anni.
Il suo film più celebre è la commedia Di giorno e di notte (1996), un notevole successo in patria con oltre 4 milioni di spettatori al botteghino francese e 6 candidature ai premi César a cui fa seguire tre anni dopo Belle Maman, con Catherine Deneuve e Vincent Lindon, e Le Libertin, che sceneggia adattando una pièce di Éric-Emmanuel Schmitt assieme a quest'ultimo. Nel 2004 realizza il sequel di Di giorno e di notte, Pédale dure, che però è un flop di pubblico e critica: a seguito di ciò, lavorerà solo in televisione.

## Filmografia

### Lungometraggi

#### Cinema
- La Scarlatine (1983)
- Rue du Bac (1991)
- Di giorno e di notte (Pédale douce) (1996)
- Belle Maman (1999)
- Le Libertin (2000)
- Absolument fabuleux (2001)
- Pédale dure (2004)

#### Televisione
- Monsieur Max - film TV (2007)

## Riconoscimenti
- Premio César
  - 1997 – Candidatura per il miglior film per Di giorno e di notte
  - 1997 – Candidatura per il miglior adattamento per Di giorno e di notte